# Pure Pleasure
Pure Pleasure é o primeiro álbum de estúdio do cantor jamaicano Shaggy. Foi lançado em 1993 e, teve como primeiro single a canção "Oh Carolina".

## Faixas
1. "Soon Be Done"
2. "Give Thanks and Praise"
3. "Lust"
4. "Oh Carolina"
5. "Tek Set"
6. "Bedroom Bounty Hunter"
7. "Nice & Lovely" - (com Rayvon)
8. "Love How Them Flex"
9. "All Virgins"
10. "Ah-E-A-Oh" - (com Sylva)
11. "It Bun Me"
12. "Big Up" - (com Rayvon)
13. "Bow Wow Wow"
14. "Follow Me"
15. "Mampie" - (faixa bônus)
16. "Oh Carolina" - (Raas Bumba Claat Version)